# Víchová nad Jizerou
Víchová nad Jizerou település Csehországban, Semilyi járásban. Víchová nad Jizerou Benecko, Háje nad Jizerou, Peřimov, Poniklá, Mříčná, Roprachtice, Jilemnice és Jestřabí v Krkonoších településekkel határos. Lakosainak száma 876 fő (2024. január 1.).

## Népesség
A település lakosságának változását az alábbi diagram mutatja:
| Lakosok száma | 1929 | 1876 | 1692 | 1106 | 872  | 935  | 936  | 952  | 888  | 876  |
|               | 1869 | 1890 | 1921 | 1950 | 1980 | 2001 | 2017 | 2019 | 2022 | 2024 |